# Benedetta Wenzel
Pour les articles homonymes, voir Wenzel.
Benedetta Wenzel née le 31 mars 1997, est une joueuse allemande de hockey sur gazon.

## Carrière
Elle a fait ses débuts en équipe première en avril 2017 à Düsseldorf lors d'un double match amical face à l'Irlande.